# A78 road
Die A78 road (englisch für Straße A78) ist eine 65 km lange, durchgehend als Primary route ausgewiesene Straße in Schottland, die Greenock mit Monkton (South Ayrshire) verbindet und damit einen gegenüber der A77 road etwas längeren Zugang von Glasgow zum Flughafen Glasgow-Prestwick bildet.

## Verlauf
Die Straße schließt in Greenock an die A8 road an und schneidet anders als die A770 road die nordwestliche Spitze der Grafschaft Inverclyde ab. In Largs zweigt die A760 road in das Hinterland ab. Bei Ardrossan verlässt die Straße die Küste und führt mit getrennten Fahrbahnen als dual carriageway um Irvine herum; dabei kreuzt sie die A71 road. Sie folgt weiter der Küste in südlicher Richtung in einigem Abstand, bis sie nördlich von Monkton auf die kurze A79 road trifft und nach rund einem Kilometer an der A77 road endet.